# The Last of the Carnabys
The Last of the Carnabys er en amerikansk stumfilm fra 1917 af William Parke.

## Medvirkende
- Gladys Hulette som Lucy Carnaby.
- William Parke Jr. som Gordon Carnaby.
- Eugenie Woodward som moren til Lucy.
- Paul Everton som Charles Etheridge.
- Harry Benham som Johnn Rand.